# Freddy Douglas
Pour les articles homonymes, voir Douglas.
Pas d'image ? Cliquez ici

a Compétitions nationales et continentales officielles uniquement.

b Matchs officiels uniquement.
Dernière mise à jour le 6 décembre 2024.
Freddy Douglas, né le 14 mai 2005 à Édimbourg (Écosse), est un joueur international écossais de rugby à XV jouant au poste de troisième ligne aile à Édimbourg Rugby.

## Biographie
Freddy Douglas naît le 14 mai 2005 à Édimbourg en Écosse. Son père est nord-irlandais et a joué au rugby à XV au niveau universitaire et amateur. Durant sa jeunesse, Freddy Douglas pratique également le rugby à XV. Il joue notamment pour le Stewart’s Melville College (en),.
Il rejoint ensuite le centre de formation d'Édimbourg Rugby à partir de la saison 2023-2024.
Au mois de janvier 2024, il est sélectionné en équipe d'Écosse des mois de 20 ans pour le Tournoi des Six Nations des moins de 20 ans. Il joue tous les matchs de cette compétition et marque trois essais. Il est par la suite rappelé avec les mois de 20 ans écossais pour le Trophée mondial des moins de 20 ans, que son pays remporte en battant les États-Unis 48-10 en finale. Cette victoire qualifie les Écossais pour le Championnat du monde junior suivant.
En début de saison 2024-2025, alors qu'il n'a toujours pas joué le moindre match avec l'équipe professionnelle d'Édimbourg Rugby, il est convoqué pour la première fois de sa carrière en équipe d'Écosse sénior par Gregor Townsend pour la tournée d'automne. Cette décision est expliquée par le fait qu'il est alors un joueur extrêmement prometteur et qu'il est, selon son sélectionneur, déjà prêt pour le niveau international. Il justifie cela en expliquant que Freddy Douglas a impressionné le staff écossais lors d'un entraînement de l'équipe sénior face aux moins de 20 ans, notamment parce qu'il rivalisait avec Pierre Schoeman. Ainsi, il obtient sa première cape à cette occasion, le 16 novembre 2024, lorsqu'il entre en jeu à la place de Ben Muncaster dans une victoire 59 à 21 face au Portugal,. À seulement 19 ans, il devient alors le plus jeune joueur à représenter l'Écosse depuis Donald White (en) en 1963. Une semaine plus tard, il est titularisé avec l'Écosse A dans une rencontre amicale face au Chili, durant laquelle ses excellentes performances impressionnent. Son équipe s'impose 19 à 17.

## Palmarès
- Écosse -20
  - Vainqueur du Trophée mondial des moins de 20 ans en 2024